# Ciglenica (żupania bielowarsko-bilogorska)
Ciglenica – wieś w Chorwacji, w żupanii bielowarsko-bilogorskiej, w mieście Garešnica. W 2011 roku liczyła 368 mieszkańców.